# St David’s Church (Dalkeith)

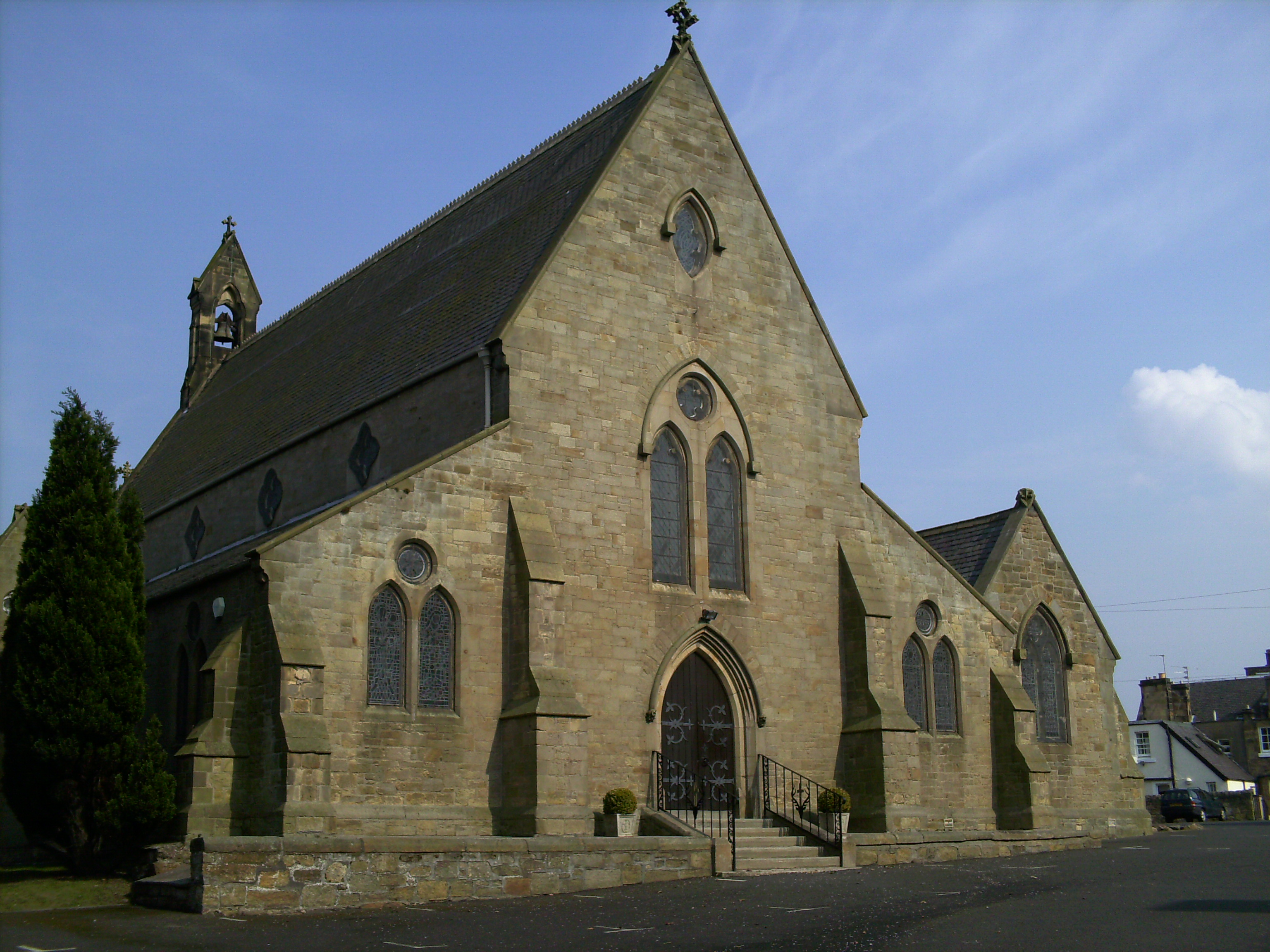
St David’s Church

Die St David’s Church ist ein römisch-katholisches Kirchengebäude in der schottischen Stadt Dalkeith in der Council Area Midlothian. 1976 wurde das Bauwerk in die schottischen Denkmallisten in der höchsten Kategorie A aufgenommen.

## Geschichte
Die große Hungersnot in Irland führte zu einer Einwanderungswelle vornehmlich katholischer Iren in das protestantisch geprägte Schottland. Sie siedelten sich im Wesentlichen im Central Belt an. Lady Cecil, Ehefrau von John Kerr, 7. Marquess of Lothian konvertierte zu dieser Zeit in London zum katholischen Glauben. Nach ihrer Rückkehr nach Newbattle ließ sie in der Nähe ein katholisches Kirchengebäude erbauen. Als Standort wurde Dalkeith gewählt. Die St David’s Church wurde zwischen 1853 und 1854 nach einem Entwurf des schottischen Architekten Joseph Hansom erbaut und am 21. Mai 1854 eröffnet. Im Herbst desselben Jahren wurde die zugehörige Grundschule eröffnet und 1966 auch eine weiterführende Schule.

## Beschreibung
Das neogotische Bauwerk liegt direkt an der High Street, der Hauptverkehrsstraße der Stadt, am Südwestende des King’s Park. Das Mauerwerk des dreischiffigen Gebäudes besteht aus zu Quadern behauenem, cremefarbenem Sandstein. Die westexponierte Frontseite ist symmetrisch aufgebaut und drei Achsen weit. Mittig befindet sich das zweiflüglige Eingangsportal mit Spitzbogen und profilierter Laibung. Das Langhaus ist vier Achsen weit. Die Bleiglasfenster sind spitzbögig und teilweise als Maßwerke mit Occuli gearbeitet. Entlang des Hauptschiffes zieht sich außerdem ein Band aus Vierpässen. Auf dem Ostgiebel sitzt ein kleiner Dachreiter mit Geläut und abschließendem Steinkreuz auf. Das steile Satteldach des Hauptschiffes ist mit grauem Schiefer eingedeckt.